# Zuřící padesátky

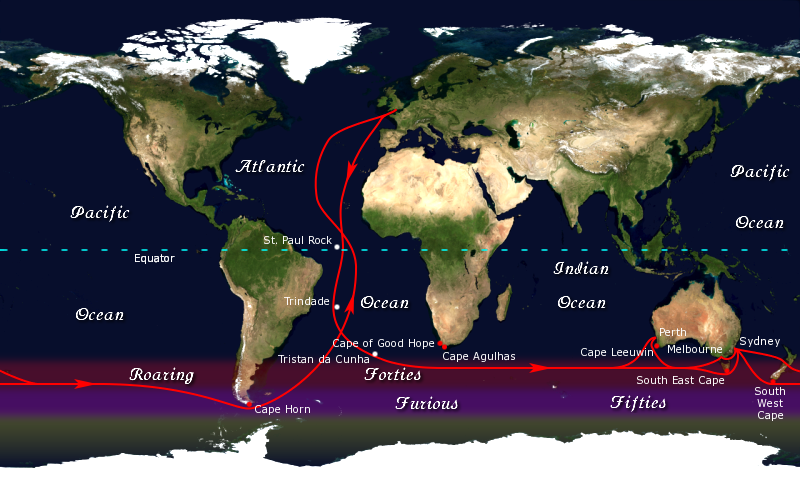

Zuřící padesátky (anglicky Furious Fifties) je označení používané námořníky pro oblast mezi padesátým a šedesátým stupněm jižní šířky, jižně od řvoucích čtyřicítek. Vanou zde jedny z nejsilnějších vichrů na zeměkouli, kterým se nestaví do cesty žádná pevnina (částečnou výjimkou je jižní výběžek Jižní Ameriky a Falklandy), podnebí zde ovlivňuje blízkost Antarktidy i mohutný mořský proud známý jako Západní příhon. Plachetnice se do těchto zeměpisných šířek pouštěly pouze cestou k mysu Horn.  